# Therese Weber (Papierkünstlerin)
Therese Weber (* 25. September 1953 in Breitenbach SO) ist eine Schweizer bildende Künstlerin mit den Arbeitsgebieten Malerei, Fotografie, Skulptur, Objektkunst, Installation und Kunst am Bau. Sie ist eine Pionierin der «Paper Art», Autorin von Fachbüchern und Professorin für Ästhetische Bildung an der Pädagogischen Fachhochschule in Liestal (Fachhochschule Nordwestschweiz FHNW).

## Leben
Durch die Tätigkeit ihres Vaters in der Papierfabrik Laufen kam sie bereits früh mit dem Werkstoff Papier in Berührung. Sie absolvierte von 1969 bis 1973 eine Ausbildung als Lehrerin in Thun, 1975 bis 1976 erfolgte eine Weiterbildung am College for Arts und Crafts, New York/USA, dann besuchte sie 1979 bis 1981 die Schule für Gestaltung Basel.
In den folgenden Jahren verbrachte sie Studienaufenthalte in den USA (1981–82 College of Fine Arts, Berkeley, San Francisco/USA; University of California, Irvine, Los Angeles/USA), 1985 in Indonesien und Japan, 1986 Studienaufenthalte in Japan und Taiwan. Anschliessend veröffentlichte sie 1988 im Auftrag des Verbandes der Schweizer Papier-Historiker eine Studie über Vergangenheit und Gegenwart der japanischen Papiermacherkunst.
1989 erfolgte der Bezug des Wohnateliers im selbst initiierten und mitgegründeten Atelierhaus Arlesheim, wo sie auch als Organisatorin eines Kulturprogramms tätig war. Von 1992 bis 1996 war sie Präsidentin der International Association of Paper Artists and Papermakers (IAPMA).
Es schloss sich 1992 ein Studien- und Arbeitsaufenthalt «artist in residence» in Japan an, 1995 war sie «artist in residence» in Molino Manzano, Buenos Aires/Argentinien, und 1996 «artist in residence», Canberra School of Art, Australian National University, Canberra/Australien.
Gemeinsam mit Christoph Baumer veröffentlichte sie 2002 einen reichhaltig illustrierten Band über die Kultur Osttibets in den Regionen Amdo und Kham mit einem Vorwort des Dalai Lama. 2004 gehörte sie zu den Gründungsmitgliedern der Gesellschaft zur Erforschung EurAsiens.
Eine Summe ihrer Erfahrungen, die sie seit 1985 durch die Beschäftigung mit asiatischer Kultur bei Reisen und Studienaufenthalten in China, Tibet, Japan, Myanmar, Indien und Japan gewonnen hatte, fand 2004 Eingang in Die Sprache des Papiers. Die Brücke wird geschlagen von den ursprünglichen Papiertraditionen zu dem «Papierismus» der europäischen und nordamerikanischen Paper Art.

## Werk
«Selten hat sich eine Künstlerin oder ein Künstler mit solcher Leidenschaft über viele Jahre immer wieder zu Forschungsreisen nach Asien aufgemacht und sich auf diesen Expeditionen in vergleichbarer Intensität mit dem Thema ‹Papier› in seiner unendlichen Bandbreite und den vielen Möglichkeiten der Wandlung und Kombination auseinandergesetzt wie die Schweizer Künstlerin Therese Weber. Ihr gesamtes künstlerisches Œuvre gleicht einem spannenden Parcours durch innovative Bildwelten, die stets erweiterte Wege finden, der Wirklichkeit besondere Qualitäten abzutrotzen. Und so ist es nicht verwunderlich, dass Therese Weber sich im Laufe ihres Künstlerlebens zu einem respektierten und geachteten Solitär unter den Kunstschaffenden entwickelt hat.»

## Kunst am Bau
- 2014 Diskurs der Kulturen Artemis AG, CH-4663 Aarburg AG[7]

## Einzelausstellungen
- 11. Mai bis 3. Juni 1989: Durch Papier, Galerie Franz Mäder, Basel[8]
- 10. Oktober 2007 bis 15. März 2008: Spiegelungen der Zeit. Papier aus anderer Sicht. Werke 1992 bis 2006, Verband Deutscher Papierfabriken, Bonn[9]
- 15. Juni 2017 bis 15. Juli 2017: Therese Weber. Hand und Geist. Erzählungen in der Kunst. Nationalgalerie von Armenien, Jerewan[10]
- 26. April bis 25. Mai 2025: Pulpe – Pigmente – Petroglyphen, Galerie Stans, Stans

## Gruppenausstellungen
- 1986/87: Constellations-Aspects Contemporary Swiss Art, Fine Arts Museum, Taipei
- 1986: Internationale Papier-Biennalen, Leopold-Hoesch-Museum, Düren/Deutschland
- 1987: Constellations-Aspects of Contemporary Swiss Art, Kunsthalle Basel
- 1992: Internationale Papier-Biennale, Leopold-Hoesch-Museum, Düren/Deutschland
- 2002: Gallery Tasmanien Library, Hobart/Australien
- 2004: ARCO, Kunstmesse Madrid/Spanien, vertreten durch Galerie Rigassi
- 18. September 2005 bis 30. Dezember 2005 Paper Art 9 – 9. Biennale der Papierkunst: Paper Art «Remixed», Leopold-Hoesch-Museum, Düren/Deutschland
- 21. April 2024 bis 11. August 2024: IAPMA Paper Art Biennale 2024 »ReBloom«, Burg zu Hagen im Bremischen

## Veröffentlichungen
- Washi. Vergangenheit und Gegenwart der japanischen Papiermacherkunst. Basel / Therwil 1988 (= Neujahrsgabe / Verband der Schweizer Papier-Historiker. 1987/ 88). ISBN 3-909051-01-4 (Inhaltsverzeichnis d-nb.info; PDF; 106 kB).
- mit Christoph Baumer: Ost-Tibet. Brücke zwischen Tibet und China. Akademische Druck- und Verlags-Anstalt, Graz 2002, ISBN 3-201-01788-4.
- Die Sprache des Papiers. Eine 2000-jährige Geschichte. Haupt,	Bern / Stuttgart / Wien 2004, ISBN 3-258-06793-7 (Inhaltsverzeichnis d-nb.info; PDF; 115 kB).
- mit Christoph Baumer, Aurel Schmidt: Durch die Wüste Taklamakan. Auf den Spuren des Sven Hedin und Sir Aurel Stein. Nünnerich-Asmus, Mainz 2013, ISBN 978-3-943904-09-3 (Inhaltsverzeichnis d-nb.info; PDF; 157 kB).

## Auszeichnungen
- 1992: Stipendium der Japan-Foundation, Tokio, für Japanaufenthalt als «artist in residence» Awagami-Museum, Tokushima/Japan
- 1995: Japan Paper Academy Award, Imadate Museum of contemporary Art, Japan
- 2005: 2. Preis an der internationalen PAPERart 9 des Leopold-Hoesch Museums in Düren